# Conchi Ríos
Concepción Reyes Ríos (Murcia, 11 de marzo de 1991), más conocida como Conchi Ríos, es una torera española.

## Biografía
Ríos nació en Murcia en 1991, en el seno de una familia en la que nadie se dedicaba al mundo del toro. Sus abuelos conocieron su entusiasmo por los toros cuando tenía 14 años, durante un evento en La Condomina; su abuelo le llevó a unas fiestas a que viera un becerro de cerca pero, lejos de asustarse, se acercó a él con un capote y desde entonces deseó ser torera.
Se apuntó a la escuela de tauromaquia de Murcia, donde aprendió toreando vaquillas y posteriormente su preparación la llevó a Cádiz, Granada, Sevilla, Albacete y Madrid. Hizo su debut en público el 23 de septiembre de 2007. Debutó con picadores en Granada el 8 de junio de 2009 compartiendo cartel con Luis Miguel Casares y "El Nico", con novillos de Lagunajanda. Se presentó en Las Ventas (Madrid) el 10 de julio de 2011 en un evento en el que compartió cartel con López Simón y Jiménez Fortes, con novillos de José Cruz; ese mismo día se convirtió en la primera mujer en cortar dos orejas de un mismo toro.
Después de aquello pasó casi tres años sin torear. Aprovechó para retomar los estudios y obtener el acceso a la universidad. Luego se fue a Perú donde encontró condiciones peores sin apenas seguridad. Regresó a España, donde continuó con sus estudios.

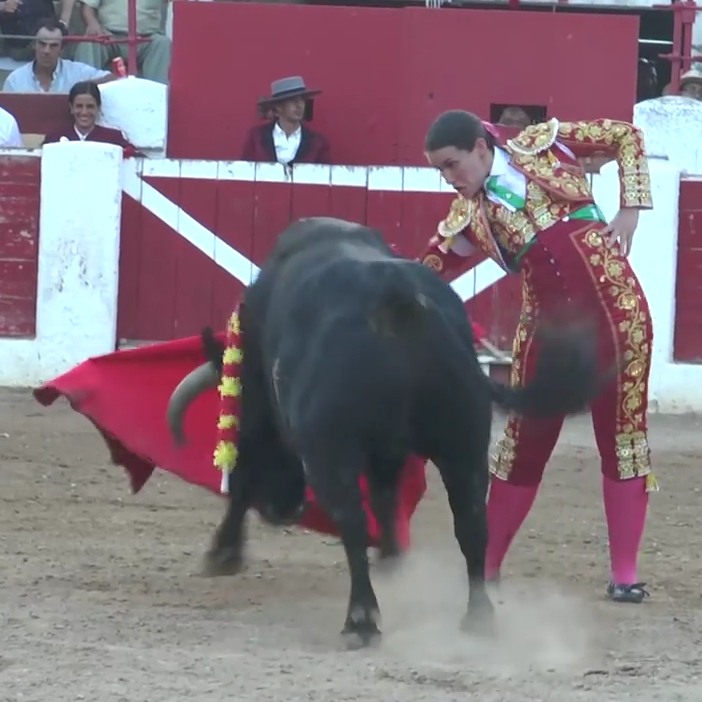
Conchi Ríos en 2016 en Cehegín

En 2015 según los datos del Ministerio de Educación, Cultura y Deporte, era una de las cinco toreras españolas en una lista de 825. Tomó la alternativa el 9 de junio de 2016 en Cehegín (Murcia), compartiendo cartel con El Cordobés y Antonio Puerta, con toros de Guadalmena.
Ese mismo año fue elegida por la BBC como una de las 100 mujeres más influyentes de 2016, siendo la única española entre las 20 europeas escogidas. De ella destacaron ser una de las cuatro mujeres toreras frente a una lista de 820 hombres y la frase "Creo en la igualdad de mujeres y hombres. Todo el mundo tiene que luchar por lo que es y por lo que quiere hacer en la vida".